# Didier Sagastume
Didier Estuardo Sagastume Ramírez nació en Teculután, Zacapa, Guatemala el 30 de julio de 1990. Es un futbolista Guatemalteco que desempeña la posición defensa en el Club Social y Deportivo Carchá de la Liga Nacional de Guatemala.

## Clubes
| Club                                  | País      | Año             |
| ------------------------------------- | --------- | --------------- |
| Club Deportivo Nueva Concepción       | Guatemala | 2010 - 2012     |
| Club Social y Deportivo Suchitepéquez | Guatemala | 2012 - 2012     |
| Club Social y Deportivo Carchá        | Guatemala | 2014 - Presente |

### Campeonatos
| Título                        | Club                           | País      | Año  |
| ----------------------------- | ------------------------------ | --------- | ---- |
| Primera División de Guatemala | Club Social y Deportivo Carchá | Guatemala | 2016 |

- Datos: Q16302036